# Панченко Віктор В'ячеславович
Віктор Панченко (рос. Виктор Панченко, нар. 28 травня 1963, Георгієвськ, СРСР) — радянський російський футболіст, що грав на позиції нападника. По завершенні ігрової кар'єри — тренер. Виступав, зокрема, за клуб «КАМАЗ».

## Ігрова кар'єра
Розпочинав заняття футболом у Георгієвську, у місцевій футбольній школі. Перший тренер — Г. В. Томасян. Потім Панченка взяли в групу підготовки «Машук» з сусіднього П'ятигорська. Разом зі збірною «Трудових резервів» виграв першості РРФСР і Союзу, одночасно зумів закінчити школу із золотою медаллю.
У 1980—1981 провів два роки в дублі «Динамо» (Ставрополь), а в 18 років зарахований до складу «Турбіни» (Брежнєв). У дорослому футболі дебютував 1984 року виступами за команду клубу «Океан» (Керч), в якій провів один рік, взявши участь лише у 10 матчах чемпіонату.
У 1985—1986 грав за «Спорт» (Таллінн). У 1987—1988, 1990—1991 роках виступав за липецкий «Металург» у 2-ій лізі чемпіонату СРСР. В цілому провів за цей клуб 120 матчів і відзначився 63-ма голами, що є одним з найкращих показників в історії клубу.
На вищому рівні виступав за московський «Локомотив» і «КАМАЗ» з Набережних Човнів. Найкращий бомбардир чемпіонату Росії 1993 року (21 гол). 26 березня 1994 року в матчі з владикавказьким «Спартаком» забив п'ять м'ячів. Єдиним російським футболістом, який може похизуватися подібним досягненням є Олег Веретенніков.
У 1993 році був включений у список 33 найкращих футболістів чемпіонату Росії на другому місці.
Завершив професійну ігрову кар'єру у клубі «Торпедо» (Георгієвськ), за команду якого виступав протягом 1997 року.

## Кар'єра тренера
По завершенні кар'єри гравця став працювати агентом ФІФА. У 1999 році очолив тренерський штаб клубу «Торпедо» (Георгієвськ). Наразі досвід тренерської роботи обмежується цим клубом.
У травні 2008 року Панченко був призначений на посаду керівника селекційного відділу московського ЦСКА замість Володимира Салькова. Раніше Панченко в рамках своєї агентської діяльності був причетним до ряду придбань армійського клубу. 5 грудня 2010 року був призначений головним скаутом московського «Динамо»

## Особисте життя
Одружений, син — Кирило Панченко, нападник.